# Heddinghoven
Heddinghoven ist die Ortsbezeichnung einer alten, zwischen Lechenich und Konradsheim gelegenen Ansiedlung der Stadt Erftstadt. Heddinghoven, dessen Ersterwähnung auf das Jahr 1155 zurückgeht, war schon vor der kommunalen Verwaltungsreform in Lechenich integriert. Wahrzeichen Heddinghovens ist die alte romanische Kapelle St. Servatius.

## Geschichte

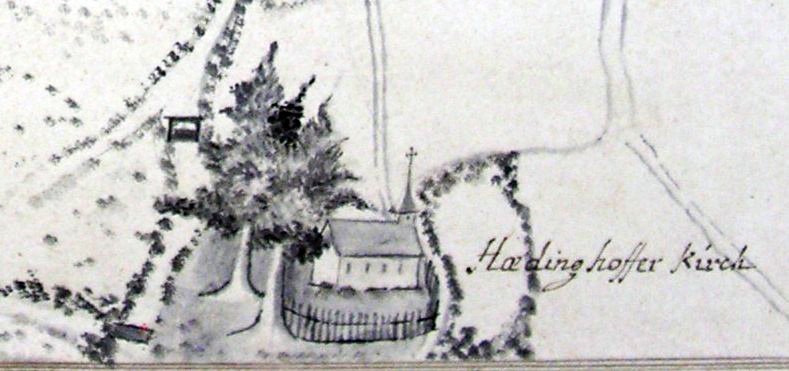
Heddinghoven, Flurkarte um 1752

Die Ortsbezeichnung Heddinghoven verweist mit ihren Endsilben -inghoven in die fränkische Zeit, jedoch ist ein genauer Gründungszeitraum des Ortes unbekannt. Möglicherweise war das erste Anwesen ein untergegangener Fronhof mit einer Eigenkirche, der im 12. Jahrhundert in den Besitz des Kölner Erzbischofs Philipp von Heinsberg gelangte. Die nur aus wenigen Häusern bestehende Ansiedlung wurde erstmals um 1155 in einer Handschrift des Klosters Deutz mit der Bezeichnung „Heddinchoven“ als Ort der Pfarre Lechenich bezeichnet, erreichte aber nie einen dorfähnlichen Charakter.

### Lehnsnehmer zu Heddinghoven
Im 13. Jahrhundert vergab der Kölner Erzbischof und Landesherr den Hof zu Heddinghoven als Burglehen von Lechenich. Namentlich bekannt ist der im Dienste Erzbischofs Engelbert stehende Ritter Wilhelm von Heddinghoven, der sich 1260 auch Wilhelm von Lüftelberg nannte. Dieser besaß zwar den Hof als Burglehen von Lechenich, doch scheint er nicht dort gewohnt zu haben. Seine gleichnamigen Nachkommen, Amtmänner zu Hülchrath, hatten als Lechenicher Burglehen lediglich noch Getreideeinkünfte, auf die der letzte von Heddinghoven 1345 verzichtete. Eventueller Lehnsnehmer war um 1440 die Familie Brent von Vernich in Heddinghoven, zu dieser Zeit auch Heddekoven oder Hettekoven genannt, die dort eine Hofstatt mit Dämmen und Weihern besaß.

### Heddinghover Mühle

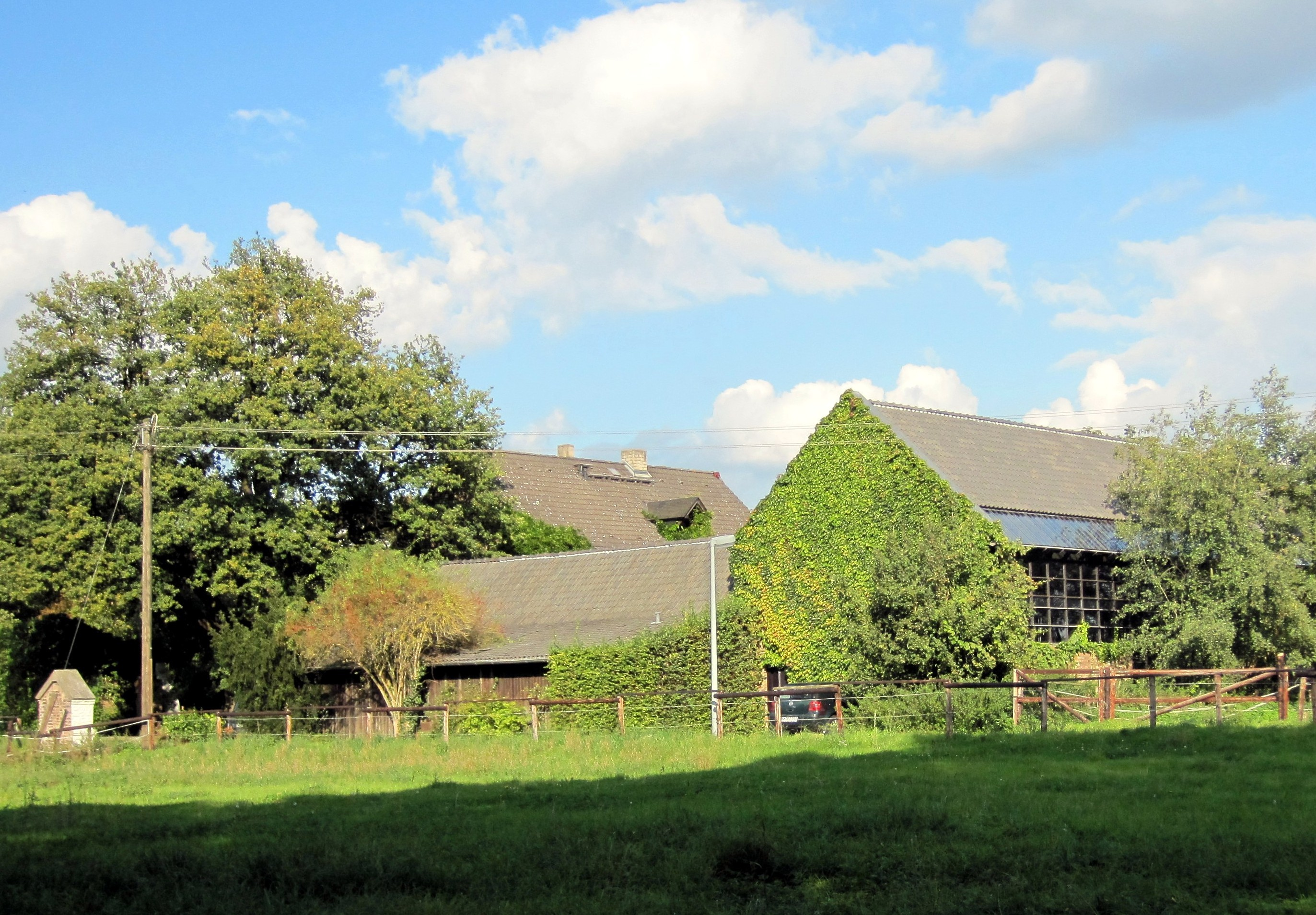
Weltersmühle Heddinghoven

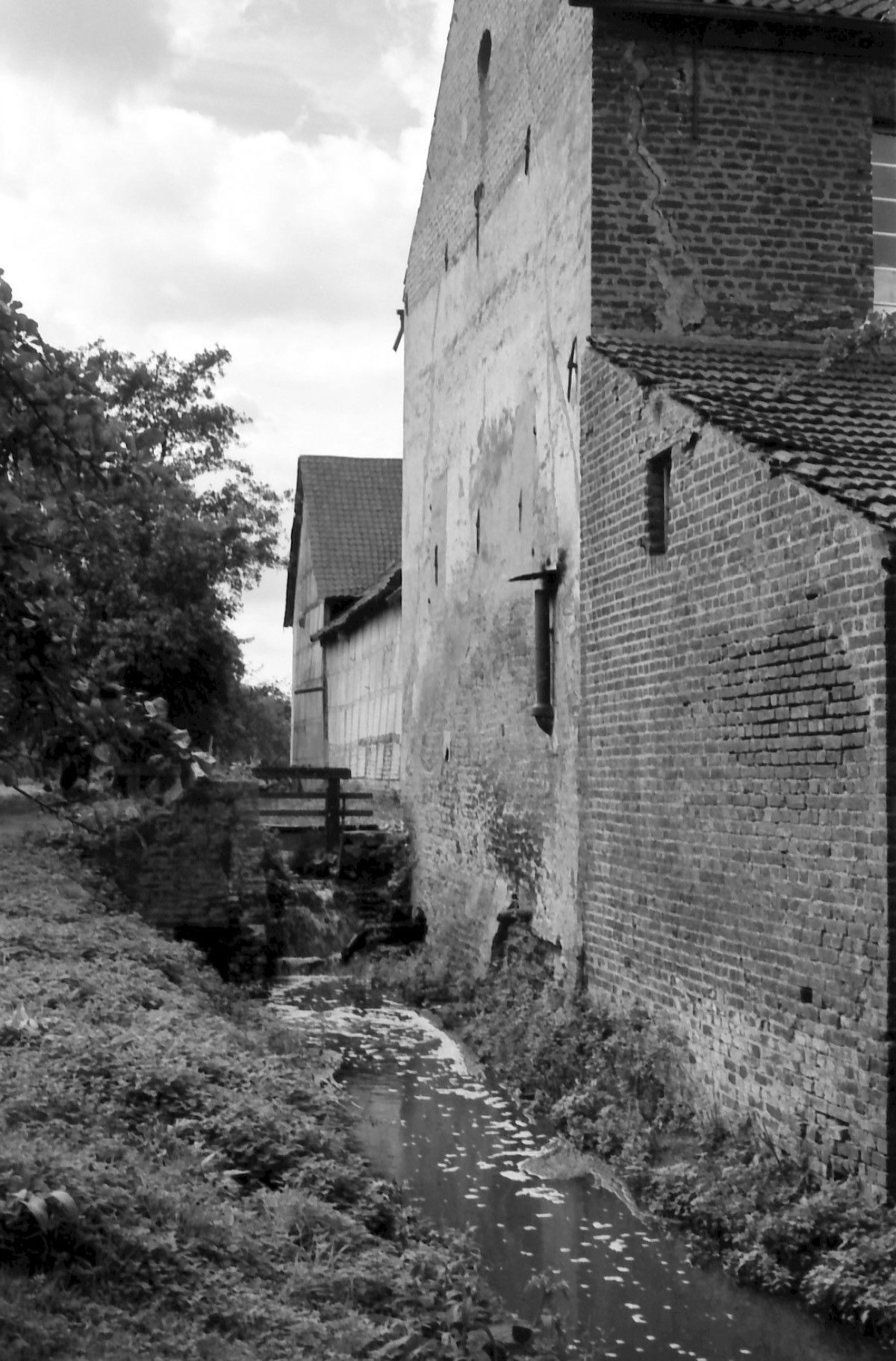
Weltersmühle 1965

Heddinghoven war nahezu zwei Jahrhunderte unverändert geblieben und verzeichnete keinen Zuwachs der Bewohner. 1660 gab es in Heddinghoven nur die Kapelle und lediglich ein bewohntes Haus. Auch der Mühlenbach der Gemarkung Heddinghoven, dem ehemals Rotbach genannten Zufluss der Erft, an dem seit alter Zeit Mühlen (zumeist Schleifmühlen) betrieben wurden, führte zu keiner weiteren Ansiedlung. Die Straßenbezeichnung „An der Schleifmühle“ erinnert heute an die vergangene Zeit des Mühlenbetriebs.
1805 errichtete Friedrich Widder in Heddinghoven eine Perlgersten- und Ölmühle, die er bis in das 92. Lebensjahr hinein betrieb. 1853 wurde sie – nach mehreren Eigentümerwechseln – zu einer Getreidemühle umgebaut und war bis 1938 in Betrieb. Nach dem Verkauf der „Weltersmühle“ an einen Architekten 1977 wurden Wohnhaus und Mühlengebäude zu Wohnzwecken umgewandelt und die Scheune nach der Restaurierung zu Büroräumen umgebaut.

## Heutiges Heddinghoven
Heddinghoven ist heute durch die in der Nachkriegszeit neu entstandenen Vorstadtansiedlungen völlig in diesen aufgegangen, lediglich ein Straßenschild und die gelegentliche Bezeichnung Kapelle Heddinghoven erinnert an diesen Namen. Vermutlich ist die Lage des mittelalterlichen Heddinghoven innerhalb der heutigen Straßenzüge Frenzenstraße (L261), Blessemer Lichweg, Vilskaul und dem Weg An St. Servatius anzusiedeln.
Mit der alten Kernstadt und seinen Nachbarorten ist das Viertel durch den Öffentlichen Personennahverkehr gut vernetzt und erreichbar.

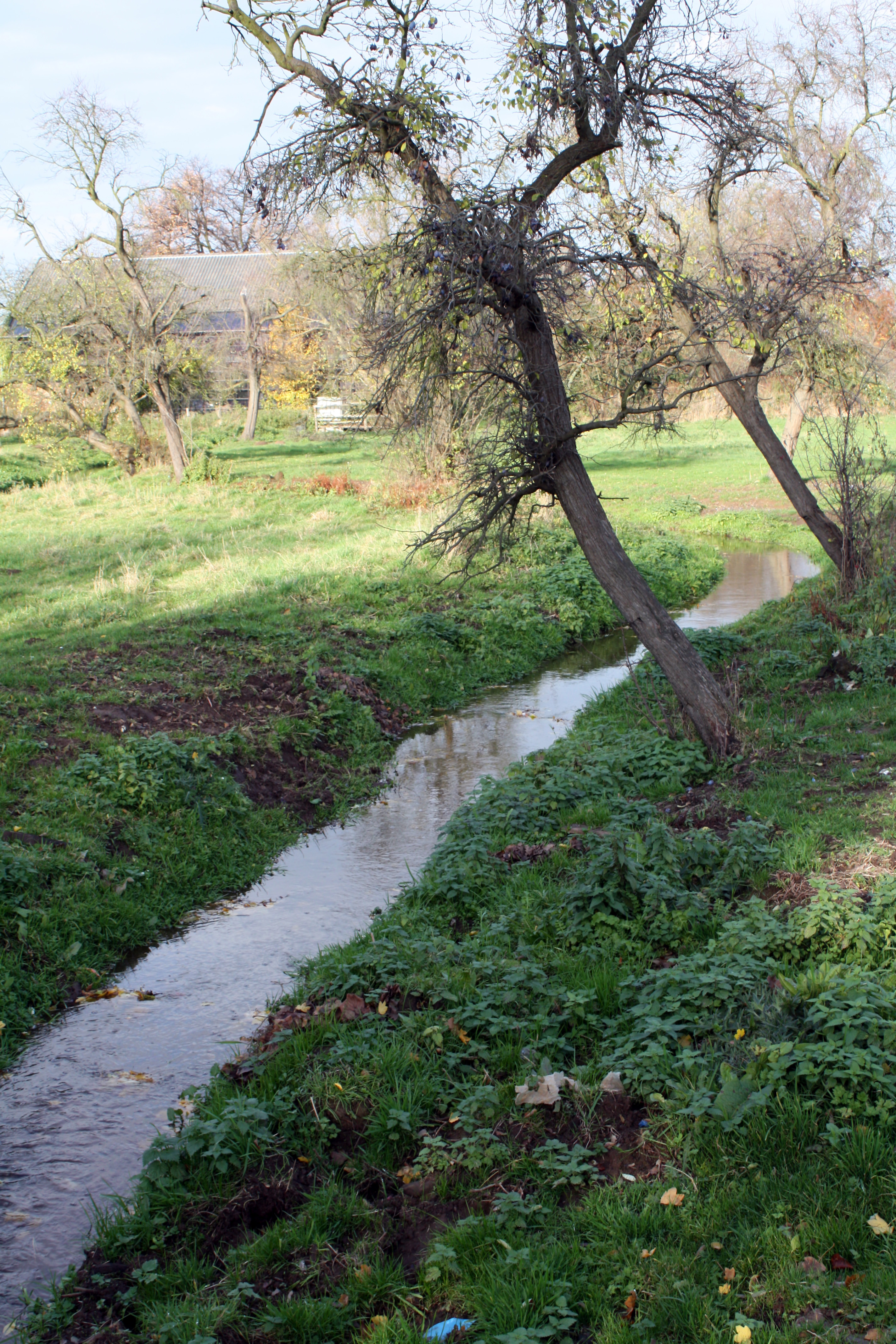
Mühlenbachgelände unterhalb der Kapelle
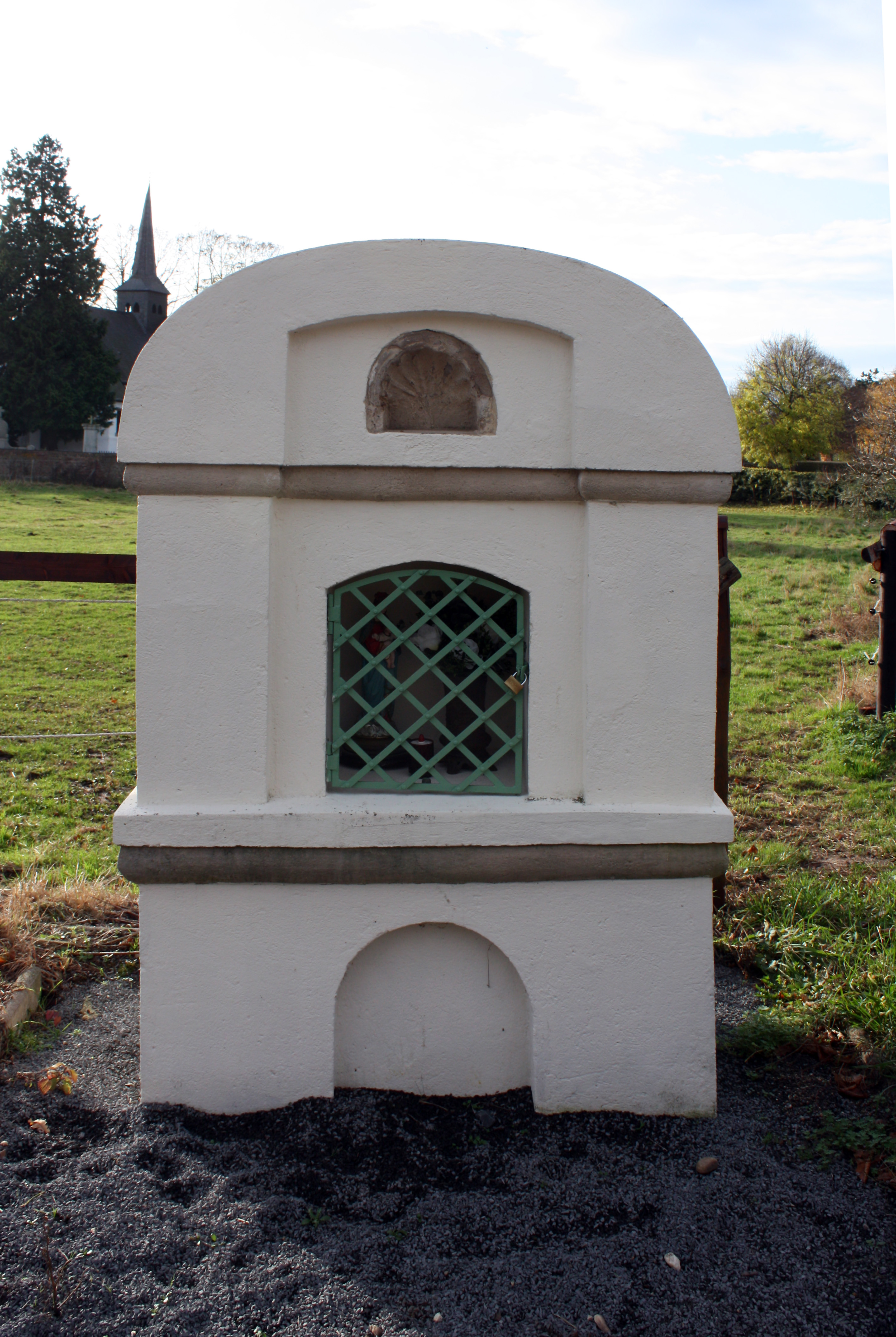
Alter Bildstock
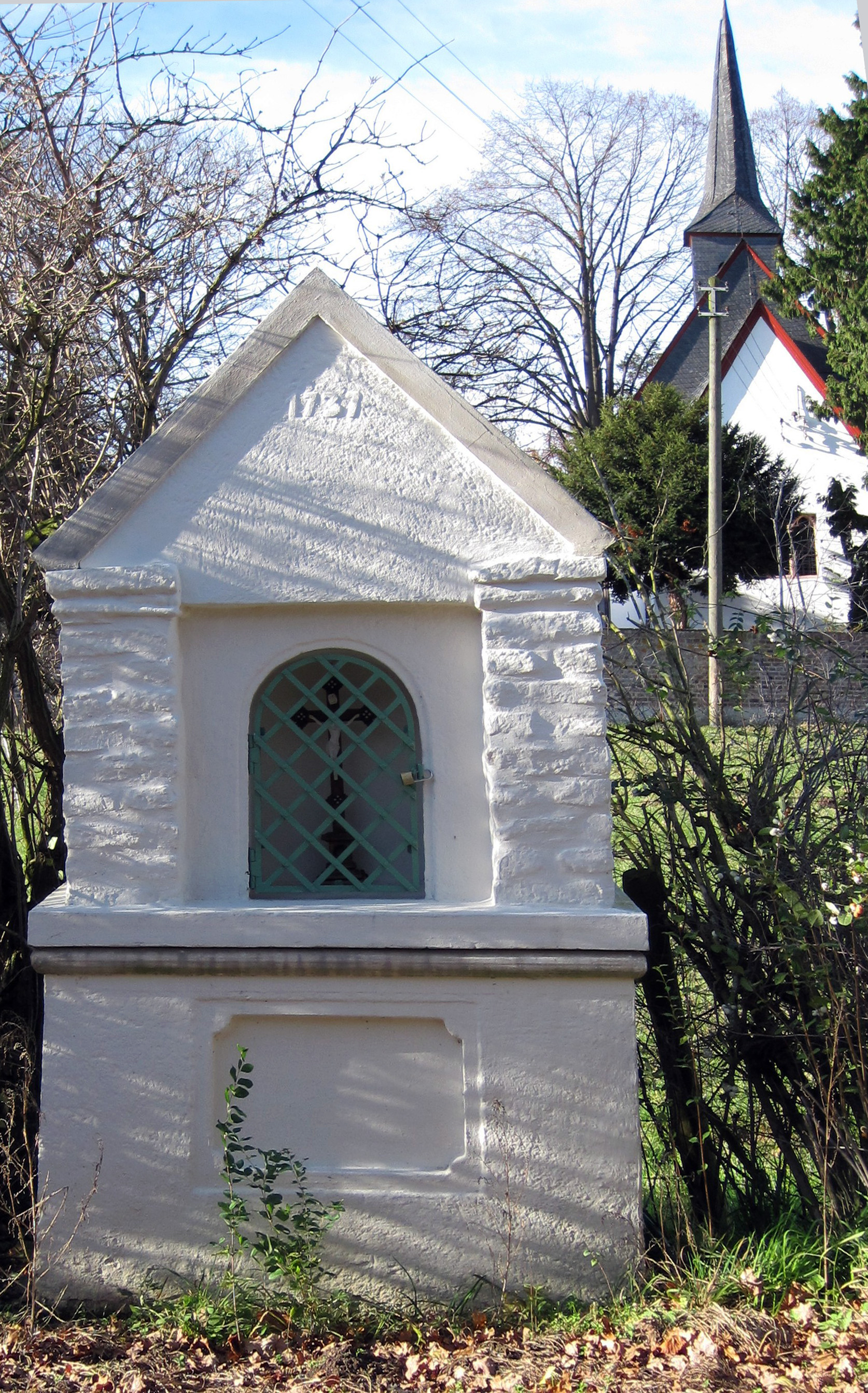
Bildstock Weltersmühlenweg
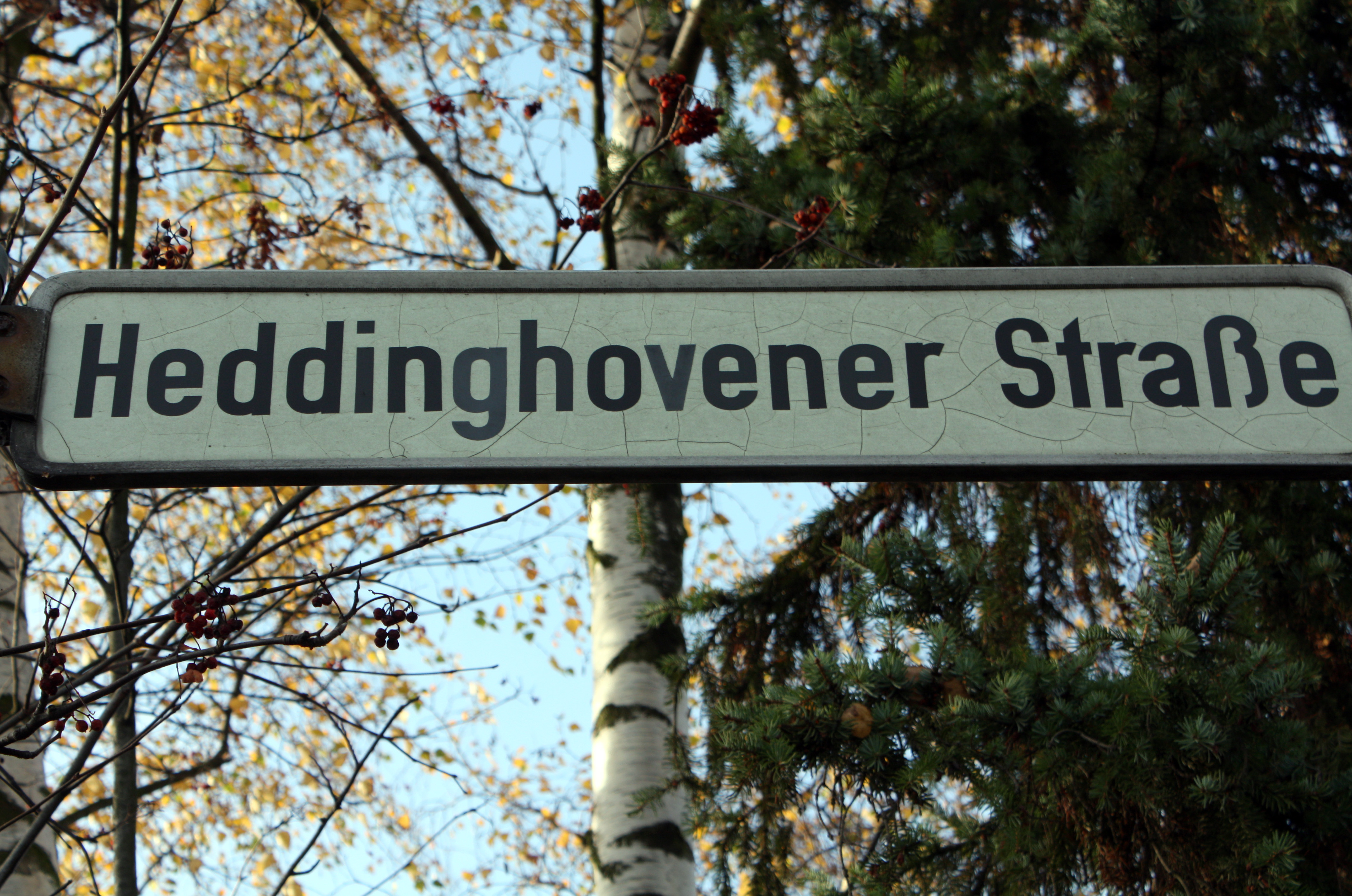
Verbliebene Erinnerung

Vor Ort findet man am Weltersmühlenweg noch zwei von ursprünglich sieben Bildstöcken. In früherer Zeit waren dort Stationen beim Gang der Sieben Fußfälle, einem Bittgang für einen Verstorbenen.

### Kapelle und Friedhof
Jenseits der ehemaligen Weltersmühle befindet sich der ummauerte Lechenicher Friedhof mit der alten, romanischen St. Servatius geweihten Kapelle. Das kleine Gotteshaus befindet sich heute im Besitz der Stadt Erftstadt und wird hauptsächlich als Friedhofskapelle genutzt, in der bei Beerdigungen nach Vereinbarung kirchliche Exequien gehalten werden.
Nach einer dringend notwendigen Sanierung des Bauwerkes, die zwischen 2001 und 2004 durch die Unterstützung des Fördervereins der Kapelle und großzügiger sonstiger Spenden ermöglicht wurde, finden in der Kapelle auch kulturelle Veranstaltungen statt.

#### Lechenicher Kirch- und Friedhof

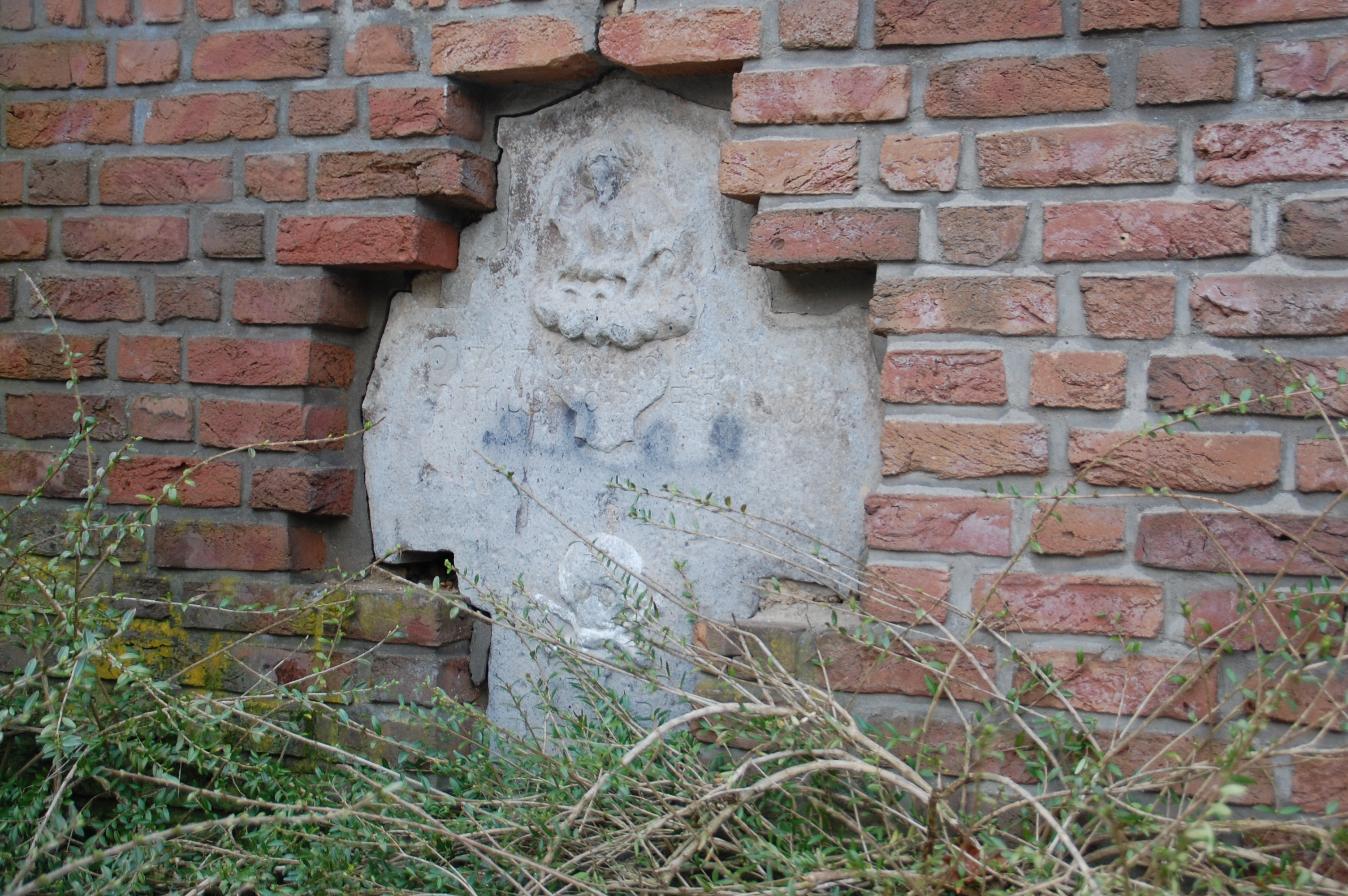
Grabstein des alten Kirchhofs an St. Kilian, Henricus Frohn 1767

Bis 1795 lag der Lechenicher Friedhof, der „Kirchhof“, auf dem auch die zur Pfarre Lechenich gehörenden Ahremer beerdigt wurden, unmittelbar neben der Pfarrkirche St. Kilian.
Nach der Besetzung der Rheinlande durch die Franzosen wurde unter deren neuer Verwaltung eine neue Bestattungsordnung eingeführt. Nach dem Erlass von 1795 durften Verstorbene nicht mehr innerhalb von Städten auf den alten Kirchhöfen bestattet werden, sondern waren außerhalb der Orte zu beerdigen. Dieser Erlass wurde trotz erheblichen Widerstandes in Form vorgebrachter, stichhaltiger Begründungen der Bevölkerung von der zuständigen Bezirksregierung in Bonn durchgesetzt. Die Argumentation der Lechenicher Bürgerschaft, der Kirchhof liege frei von allen Häusern, und daher sei eine Verlegung des Friedhofes überflüssig, wurde verworfen, und der Friedhof in Heddinghoven als zukünftiger Bestattungsort Lechenichs bestimmt.

#### Friedhof Heddinghoven

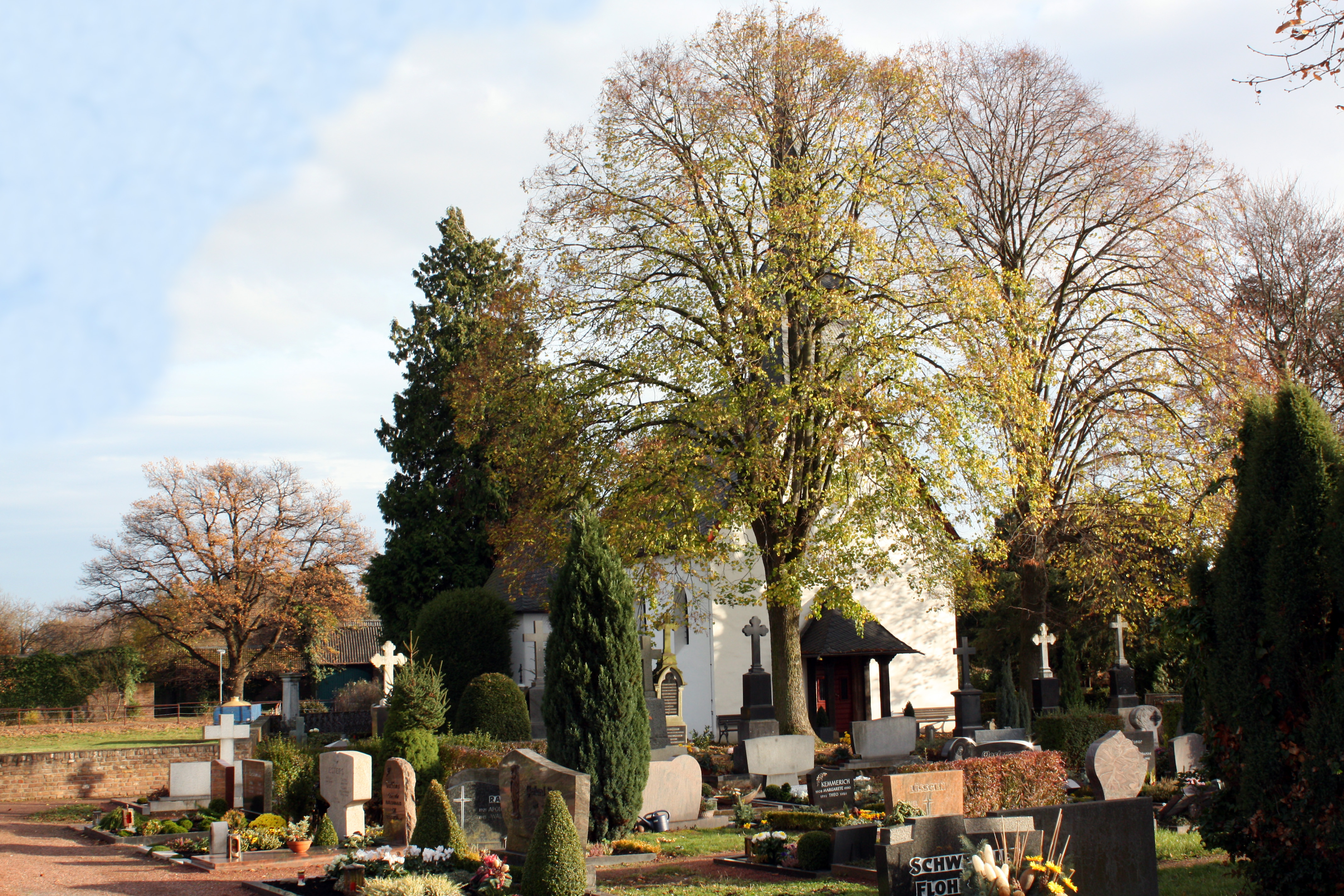
Nordostansicht

Das relativ kleine Friedhofsgelände in Heddinghoven, dessen Erweiterung schon 1819 als unumgänglich galt, wurde bis 1795 als Begräbnisplatz der Blessemer und Konradsheimer Verstorbenen genutzt. Die Steigerung der Beisetzungen auf dem Heddinghover Gelände überstieg die vorhandene Kapazität bei weitem. So konnten in der Folge auch die regulären Ruhezeiten der älteren Grablagen nicht mehr eingehalten werden, sodass der Verwesungsprozess der bestatteten Toten vor einer Neubelegung eines Grabes oftmals noch nicht abgeschlossen war.
Um diese Zustände zu beenden, war eine Erweiterung des Friedhofes aus ethischen aber auch sanitären Gründen geboten. Die Erweiterung wurde dann in den Jahren 1821–1824 durchgeführt. 50 Jahre später, zwischen 1870 und 1874 fand eine weitere, größere Ausdehnung statt. Den Wunsch des Kirchenrates, auf dem von der Gemeinde erworbenen Terrain einen gesonderten Friedhof für Nichtkatholiken auszuweisen, lehnten sowohl der Gemeinderat als auch die Bezirksregierung in Köln ab, da dies den Bestimmungen der königlichen Kabinettsordre vom 27. August 1820 zuwiderlief. Im August erteilte die Regierung die Genehmigung für die Erweiterung des Friedhofes, der auf über einen Morgen vergrößert wurde. Ende 1874 war die Anlage des neuen Friedhofes vollendet. Er war von einer Mauer umgeben worden und bildete mit dem alten Kirchhof nun eine Einheit. Nachdem 1907 in Ahrem und 1909 in Blessem Friedhöfe angelegt worden waren, diente der Friedhof in Heddinghoven nur noch als Begräbnisplatz für Lechenich und Konradsheim.

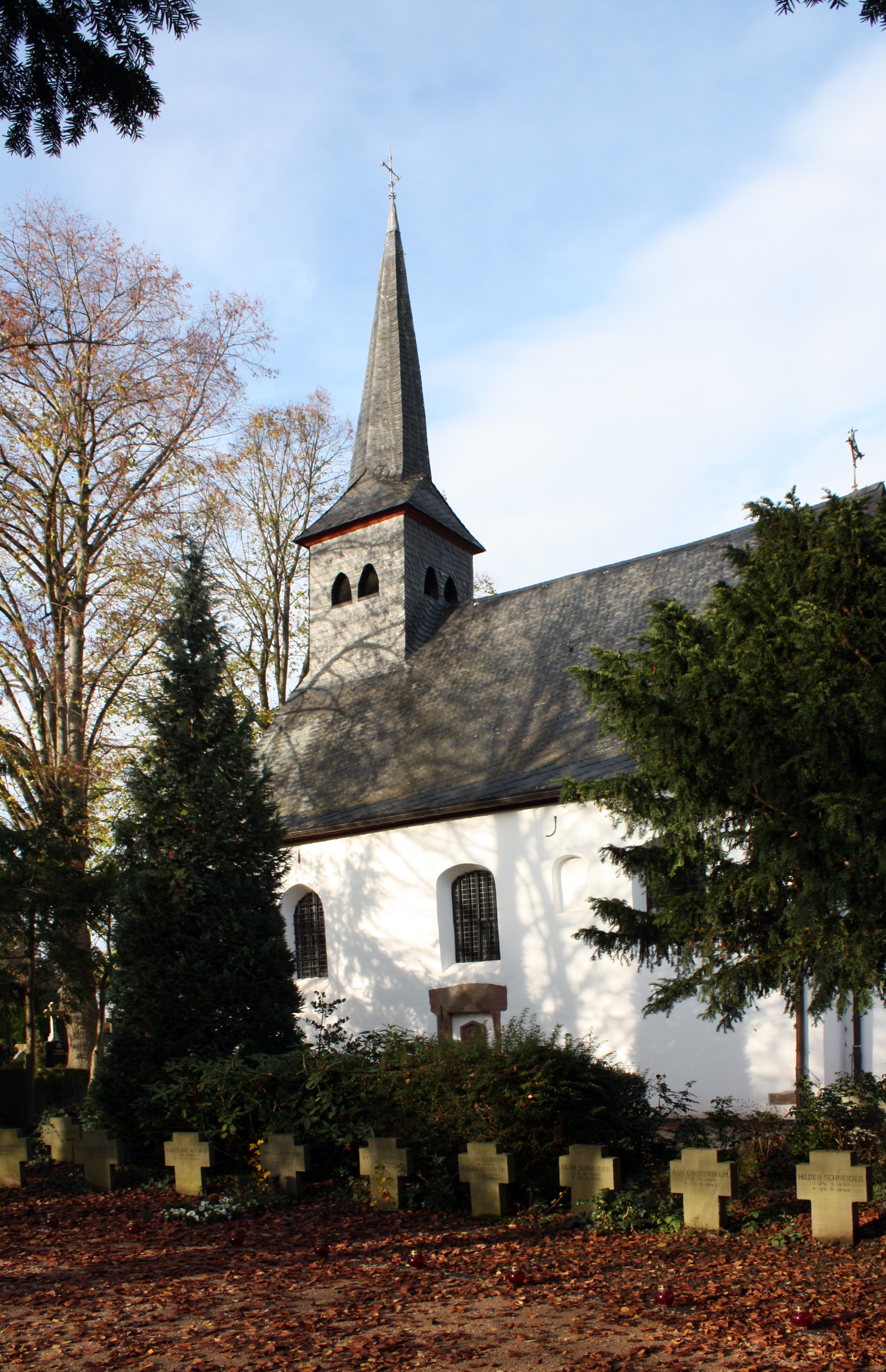
Soldatengräber
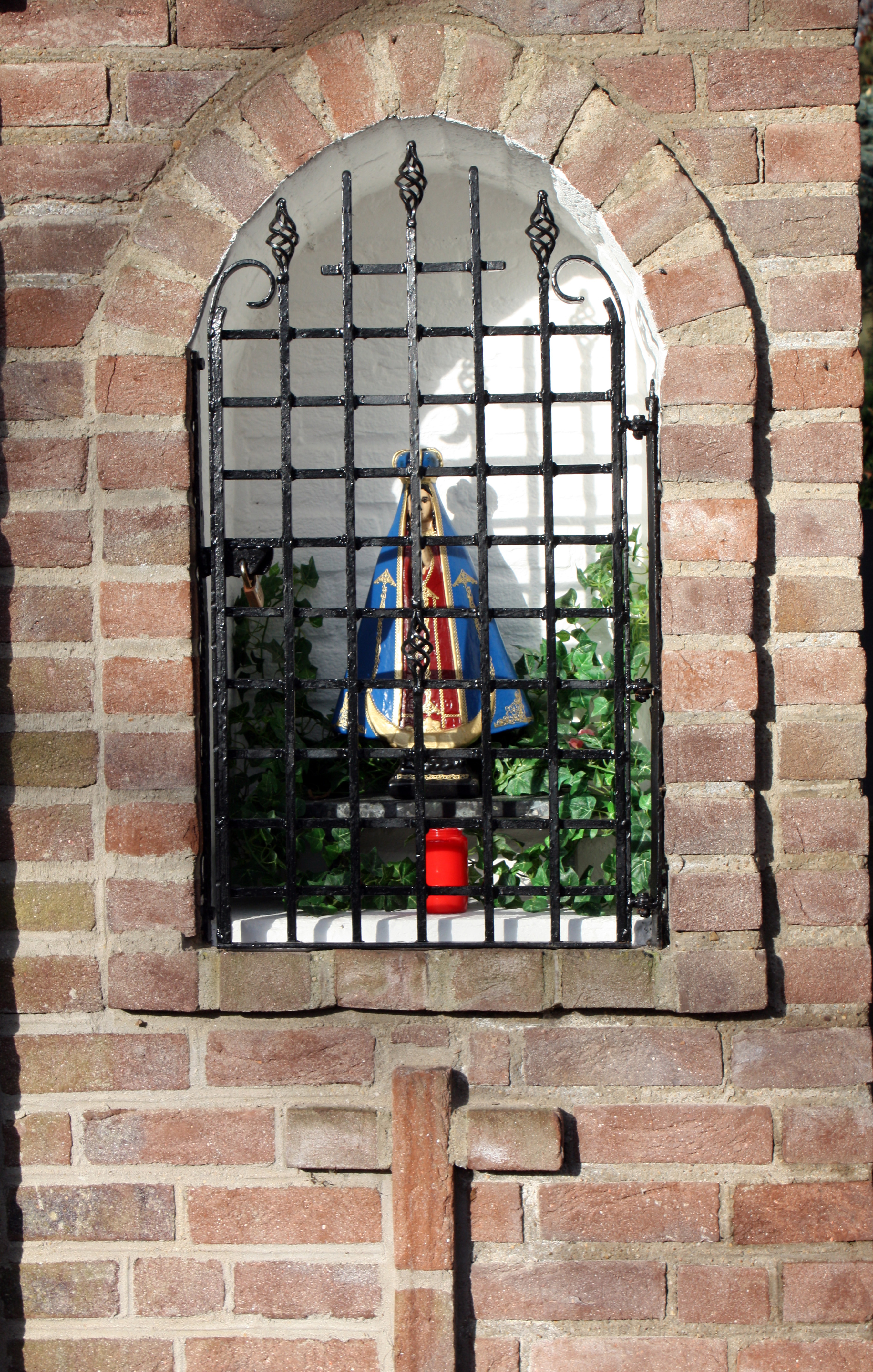
Heiligenhäuschen am Südosteingang
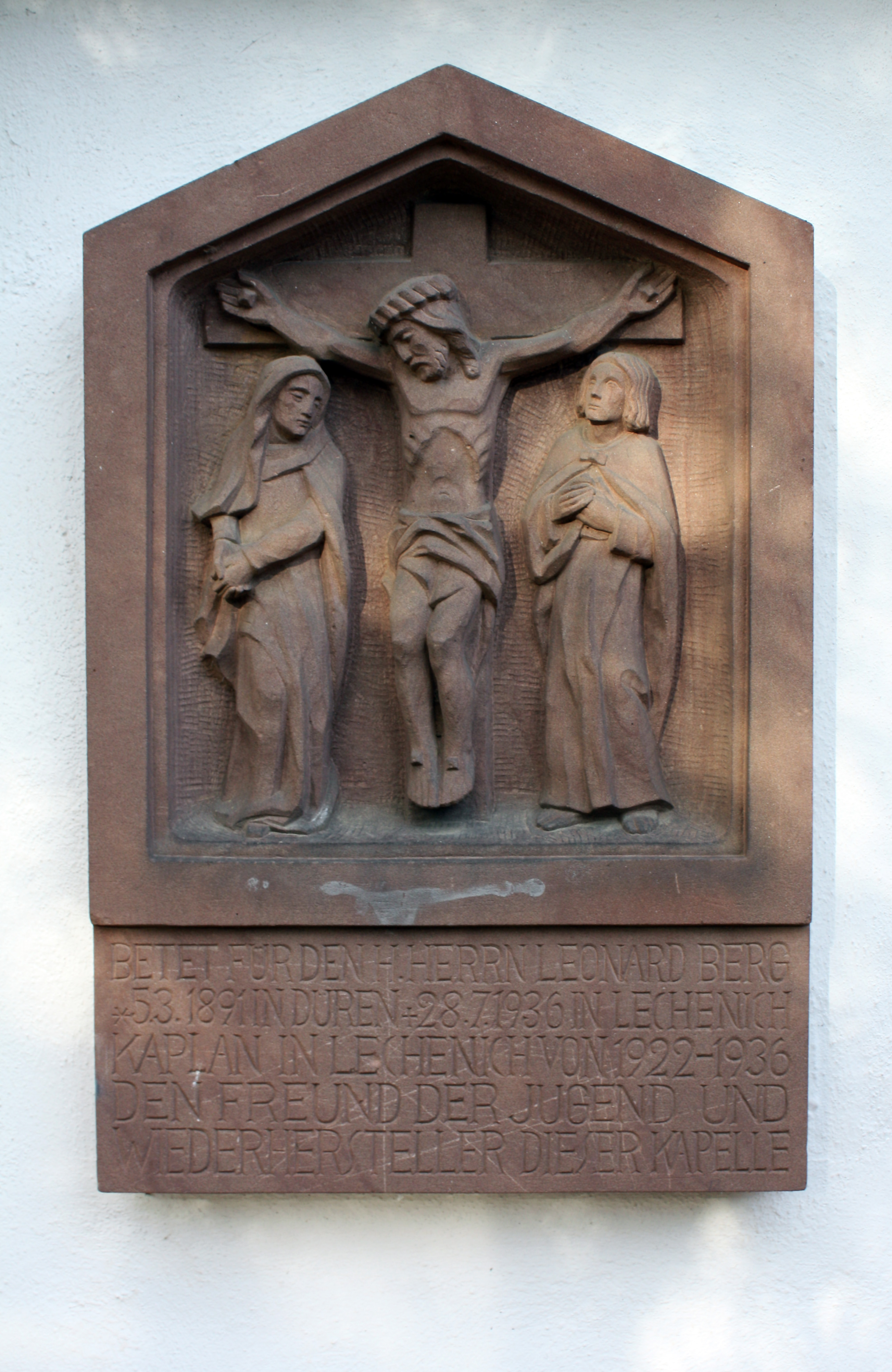
Leonard Berg, Kaplan zu Lechenich, verstorben und beerdigt in Heddinghoven 1936

Wegen der angewachsenen Bevölkerung fanden im 20. Jahrhundert noch mehrere Erweiterungen statt. Die größte Erweiterung des Friedhofes erfolgte Ende der 1970er Jahre in westlicher Richtung. Dort wurden wie auch auf dem südlichen Teil Grabstellen für Urnenbestattungen ausgewiesen. Der 1978 gefasste Beschluss des Stadtrates, dass der als „neuer Friedhof“ bezeichnete Teil des Friedhofes, der nach Westen an den alten Friedhof anschließt, als Parkfriedhof gestaltet werden sollte, wurde nach wenigen Jahren schon nicht mehr durchgehalten und 2005 durch eine neue Friedhofssatzung aufgehoben. An der mit gepflasterten Parkflächen versehenen Nordseite befinden sich ein weiterer Eingang und die Zufahrt zur Leichenhalle.
Auf dem sich nach Süden erstreckenden neuen Teilbereich liegt das Grab des bekannten Fußballtrainers Hennes Weisweiler. Auf dem ersten, älteren Gelände ist in der Nähe der Kapelle ein Soldatenfriedhof angelegt worden. Für die Pflege der 34 denkmalgeschützten Gräber auf dem alten Friedhof wurden Patenschaften übernommen.